# Marko Milinković
Marko Milinković, cyr. Mapкo Mилинковић (ur. 16 kwietnia 1988 w Belgradzie) – serbski piłkarz występujący na pozycji pomocnika. Od 2016 roku zawodnik Gençlerbirliği SK. Syn innego piłkarza, Duško Milinkovicia.

## Kariera klubowa
Marko Milinković przybył do MFK Koszyce z serbskiego Boracu Čačak. Przez 3 sezony spędzone w Koszycach wystąpił w 86 meczach, zdobywając 19 bramek. W 2011 roku przeszedł do Slovana Bratysława, a w 2016 do Gençlerbirliği SK.

## Kariera reprezentacyjna
Milinković to młodzieżowy reprezentant Serbii. W 2009 roku wystąpił na mistrzostwach Europy U-21 rozgrywanych w Szwecji.
12 sierpnia 2009 roku Marko Milinković zadebiutował w seniorskiej reprezentacji w towarzyskim meczu przeciwko RPA (3:1).

## Sukcesy
- Puchar Słowacji (1): 2009